# Palacio de los López
Palacio de los López ali na kratko Palacio de López je predsedniška palača paragvajskega predsednika. Je pisarna predsednika in sedež paragvajske vlade. Stavba velja za eno najlepših v mestu Asunción. Palača je bila razglašena za zakladnico materialne kulturne dediščine Asuncióna , ob izvolitvi Asuncióna za ameriško prestolnico kulture 2009. 

## Zgodovina
Stavbo je leta 1857 zasnoval angleški arhitekt Alonzo Taylor. Za gradnjo predsedniške palače so bili uporabljeni materiali iz različnih delov notranjosti Paragvaja. Kamen so pripeljali iz kamnolomov Ambush in Altos, les iz Seembucúja in Yaguaróna, opeko iz Tacumbúja in kose litega železa iz Ybycuíja. Pri dekoraciji stavbe so bili zaposleni številni evropski mojstri, kot so Anglež Owen Mognihan, Italijan Andres Antonini in Francoz Julio Monet.
Z izbruhom paragvajske vojne leta 1864 proti Trojnemu zavezništvu (Brazilija, Argentina in Urugvaj) se je bil paragvajski predsednik Francisco Solano López prisiljen preseliti iz Asuncióna v Ñeembucú.
Leta 1867 je bila stavba v glavnem zgrajena. Kot okras so bili uporabljeni bronasti kipi in pohištvo, uvoženo iz Pariza, ter velika ogledala, razporejena v dvorani palače.
Leta 1869 so brazilske in argentinske sile bombardirale palačo in povzročile hudo škodo. Po tem so zavezniške sile izropale notranjost palače de los López. Velik del inventarja je bil odpeljan v Brazilijo. V sedmih letih, ko so zavezniki držali Asunción pod okupacijo, je palača služila kot sedež brazilskih sil. Ob koncu vojne in odhodu zaveznikov je bila stavba zanemarjena.
V času vladavine Juana Gualberta Gonzáleza se je začela obnova predsedniške palače in je trajala le dve leti. S tem je stavbi povrnil nekdanji sijaj. Leta 1894 je bil predsednik González strmoglavljen po puču in ni imel možnosti živeti v palači. Njegov naslednik Mark Morínigo ni bil dolgo na oblasti, zato tudi ni nikoli živel v tej rezidenci. Šele, ko je Juan Bautista Egusquiza postal predsednik leta 1894, je bil urad predsednika in sedež vlade dokončno vrnjen Palacio de los López.
Do leta 1949 je bila predsednikova pisarna v zgornjem nadstropju stavbe. Istega leta je predsednik republike Felipe Molas López pisarno preselil v spodnje nadstropje, ker je imel težave s hojo po stopnicah v zgornje nadstropje.
Zaradi odlične razsvetljave ima stavba ponoči čudovit razgled.